# ان‌جی‌سی ۵۶۱۵
ان‌جی‌سی ۵۶۱۵ (انگلیسی: NGC 5615) نام یک کهکشان در صورت فلکی گاوران است.